# Govinahalli, Belur
Govinahalli là một làng thuộc tehsil Belur, huyện Hassan, bang Karnataka, Ấn Độ.